# Schachweltmeisterschaft der Frauen 2006
Die Schachweltmeisterschaft der Frauen 2006 wurde im K.-o.-System ausgetragen. Die bulgarische Weltmeisterin Antoaneta Stefanowa scheiterte dabei bereits in der 2. Runde. Als neue Titelträgerin holte Xu Yuhua die Schachkrone der Damen nach China zurück. Austragungsort der WM war Jekaterinburg, wo die Titelkämpfe im März 2006 stattfanden. Hauptschiedsrichter war Andrzej Filipowicz aus Polen, unterstützt von Ashot Vardapetyan (Armenien). Es nahmen 64 Spielerinnen teil. Diese trafen mit Ausnahme des Finales in Mini-Matches über je zwei Partien aufeinander. Bei unentschiedenem Ausgang wurde um Partien mit verkürzter Bedenkzeit verlängert. Die siebente Partie wurde dabei als Armageddon-Partie ausgetragen, so dass sich auch bei einem Stand von 3½:3½ eine Siegerin ermitteln ließ. Die Zahlen vor bzw. nach dem Namen der Spielerin in der folgenden Tabelle bezeichnen ihre Position in der Setzliste.

## 1. Runde
ausgetragen am 11. und 12. März 2006
| 21 | Nana Dsagnidse            | 4 – 2   | Jewgenija Owod          | 44 |
| 12 | Monika Soćko              | ½ – 1½  | Ju Wenjun               | 53 |
| 5  | Maia Tschiburdanidse      | 1½ – ½  | Ingris Rivera           | 60 |
| 28 | Ketewan Arachamia-Grant   | 2½ – 1½ | Marta Zielińska         | 37 |
| 29 | Elina Danieljan           | 2½ – 1½ | Cristina-Adela Foișor   | 36 |
| 4  | Alexandra Kostenjuk       | 2 – 0   | Natalia Khoudgarian     | 61 |
| 13 | Viktorija Čmilytė-Nielsen | 1½ – ½  | Atousa Pourkashiyan     | 52 |
| 20 | Lilit Mkrttschjan         | 1½ – 2½ | Ruan Lufei              | 45 |
| 17 | Jelena Dembo              | ½ – 1½  | Carolina Luján          | 48 |
| 16 | Alissa Galljamowa         | 1½ – ½  | Maka Purtseladze        | 49 |
| 1  | Antoaneta Stefanowa       | 1½ – ½  | Amina Mezioud           | 64 |
| 32 | Iweta Radziewicz          | 2 – 0   | Tetjana Kononenko       | 33 |
| 25 | Nino Churzidse            | 2½ – 1½ | Wang Yu                 | 40 |
| 8  | Zhu Chen                  | 0 – 2   | Maritza Arribas Robaina | 57 |
| 9  | Nadeschda Kossinzewa      | ½ – 1½  | Hou Yifan               | 56 |
| 24 | Natalja Schukowa          | 3½ – 2½ | Shen Yang               | 41 |
| 23 | Lela Dschawachischwili    | 1½ – ½  | Irina Slawina           | 42 |
| 10 | Subbaraman Vijayalakshmi  | 1½ – ½  | Irina Berezina          | 55 |
| 7  | Kateryna Lahno            | ½ – 1½  | Karen Zapata            | 58 |
| 26 | Swetlana Matwejewa        | 2 – 0   | Irina Wassilewitsch     | 39 |
| 31 | Elena Zaiatz              | ½ – 1½  | Marie Sebag             | 34 |
| 2  | Humpy Koneru              | 2 – 0   | Tuduetso Sabure         | 63 |
| 15 | Qin Kanying               | 1½ – ½  | Dana Tuleyeva-Aketayeva | 50 |
| 18 | Almira Scripcenco         | ½ – 1½  | Jovanka Houska          | 47 |
| 19 | Jekaterina Kowalewskaja   | 1½ – ½  | Sulennis Piña Vega      | 46 |
| 14 | Zhao Xue                  | ½ – 1½  | Marija Kursowa          | 51 |
| 3  | Pia Cramling              | 2 – 0   | Farid Basta Sohair      | 62 |
| 30 | Elisabeth Pähtz           | 2 – 4   | Peng Zhaoqin            | 35 |
| 27 | Jekaterina Korbut         | 1 – 3   | Anna Uschenina          | 38 |
| 6  | Xu Yuhua                  | 1½ – ½  | Hoàng Xuân Thanh Khiết  | 59 |
| 11 | Tatjana Kossinzewa        | 2 – 0   | Subbaraman Meenakshi    | 54 |
| 22 | Irina Krush               | 2½ – 1½ | Claudia Amura           | 43 |

## 2. Runde
ausgetragen am 13. und 14. März 2006
| 21 | Nana Dsagnidse            | 1½ – 2½ | Ju Wenjun               | 53 |
| 5  | Maia Tschiburdanidse      | 1½ – ½  | Ketewan Arachamia-Grant | 60 |
| 4  | Alexandra Kostenjuk       | 2 – 0   | Elina Danieljan         | 29 |
| 13 | Viktorija Čmilytė-Nielsen | 4 – 2   | Ruan Lufei              | 45 |
| 16 | Alissa Galljamowa         | 3 – 1   | Carolina Luján          | 48 |
| 1  | Antoaneta Stefanowa       | 1 – 3   | Iweta Radziewicz        | 32 |
| 25 | Nino Churzidse            | 1½ – ½  | Maritza Arribas Robaina | 57 |
| 24 | Natalja Schukowa          | 0 – 2   | Hou Yifan               | 56 |
| 10 | Subbaraman Vijayalakshmi  | 3 – 1   | Lela Dschawachischwili  | 23 |
| 26 | Swetlana Matwejewa        | 1½ – ½  | Karen Zapata            | 58 |
| 2  | Humpy Koneru              | 1 – 3   | Marie Sebag             | 34 |
| 15 | Qin Kanying               | 2½ – 1½ | Jovanka Houska          | 47 |
| 19 | Jekaterina Kowalewskaja   | 1½ – ½  | Marija Kursowa          | 51 |
| 3  | Pia Cramling              | ½ – 1½  | Peng Zhaoqin            | 35 |
| 6  | Xu Yuhua                  | 1½ – ½  | Anna Uschenina          | 38 |
| 11 | Tatjana Kossinzewa        | 1½ – ½  | Irina Krush             | 22 |

## 3. Runde
ausgetragen am 15. und 16. März 2006
| 5  | Maia Tschiburdanidse     | 4 – 2   | Ju Wenjun                 | 53 |
| 4  | Alexandra Kostenjuk      | ½ – 1½  | Viktorija Čmilytė-Nielsen | 13 |
| 16 | Alissa Galljamowa        | 2½ – 1½ | Iweta Radziewicz          | 32 |
| 25 | Nino Churzidse           | 2 – 0   | Hou Yifan                 | 56 |
| 10 | Subbaraman Vijayalakshmi | ½ – 1½  | Swetlana Matwejewa        | 26 |
| 15 | Qin Kanying              | 2 – 4   | Marie Sebag               | 34 |
| 19 | Jekaterina Kowalewskaja  | 2½ – 1½ | Peng Zhaoqin              | 35 |
| 6  | Xu Yuhua                 | 1½ – ½  | Tatjana Kossinzewa        | 11 |

## Viertelfinale
ausgetragen am 18. und 19. März 2006
| 5  | Maia Tschiburdanidse | 1 – 3   | Viktorija Čmilytė-Nielsen | 13 |
| 16 | Alissa Galljamowa    | 2 – 0   | Nino Churzidse            | 25 |
| 26 | Swetlana Matwejewa   | 1½ – ½  | Marie Sebag               | 34 |
| 6  | Xu Yuhua             | 2½ – 1½ | Jekaterina Kowalewskaja   | 19 |

## Halbfinale
ausgetragen am 20. und 21. März 2006
| 13 | Viktorija Čmilytė-Nielsen | ½ – 1½ | Alissa Galljamowa  | 16 |
| 6  | Xu Yuhua                  | 1½ – ½ | Swetlana Matwejewa | 26 |

## Weltmeisterschaftskampf
Der Weltmeisterschaftskampf wurde vom 23. bis 25. März 2006 ausgetragen.
Angesetzt auf vier Partien mit klassischer Bedenkzeit, war er bereits nach der dritten Runde entschieden.
|                   | 1 | 2 | 3 | Punkte |
| ----------------- | - | - | - | ------ |
| Alissa Galljamowa | 0 | ½ | 0 | ½      |
| Xu Yuhua          | 1 | ½ | 1 | 2½     |